# Genocidio di Srebrenica
Il genocidio di Srebrenica (IPA: [srêbrenit͡sa]) di oltre 8000 ragazzi e uomini bosgnacchi (ovvero musulmani bosniaci) è avvenuto nel luglio 1995 nella città di Srebrenica e nei suoi dintorni, durante la guerra in Bosnia-Erzegovina.
La strage fu perpetrata da unità dell'Esercito della Repubblica Serba di Bosnia ed Erzegovina guidate dal generale Ratko Mladić, con l'appoggio del gruppo paramilitare degli "Scorpioni", in quella che al momento era stata dichiarata dall'ONU come zona protetta e che si trovava sotto la tutela di un contingente olandese dell'UNPROFOR, che di fatto ha contribuito al massacro. I fatti avvenuti a Srebrenica in quei giorni diedero una svolta decisiva al successivo andamento del conflitto.
Una sentenza della Corte internazionale di giustizia del 2007, nonché diverse altre del Tribunale penale internazionale per l'ex Jugoslavia (ICTY), hanno stabilito che il massacro, essendo stato commesso con lo specifico intento di distruggere il gruppo etnico dei bosgnacchi costituisce un genocidio. Tra i vari condannati, in particolare Ratko Mladić e Radovan Karadžić (all'epoca presidente della Repubblica Serba di Bosnia ed Erzegovina) sono stati condannati in due momenti diversi dall'ICTY, il primo all'ergastolo ed il secondo a 40 anni di reclusione. La Corte penale internazionale dell’Aia ha poi applicato la pena dell’ergastolo anche a Karadžić.
Il 23 maggio 2024 l'Assemblea generale delle Nazioni Unite ha proclamato l'11 luglio Giornata internazionale di riflessione e commemorazione del genocidio di Srebrenica.

## Storia

### Il contesto

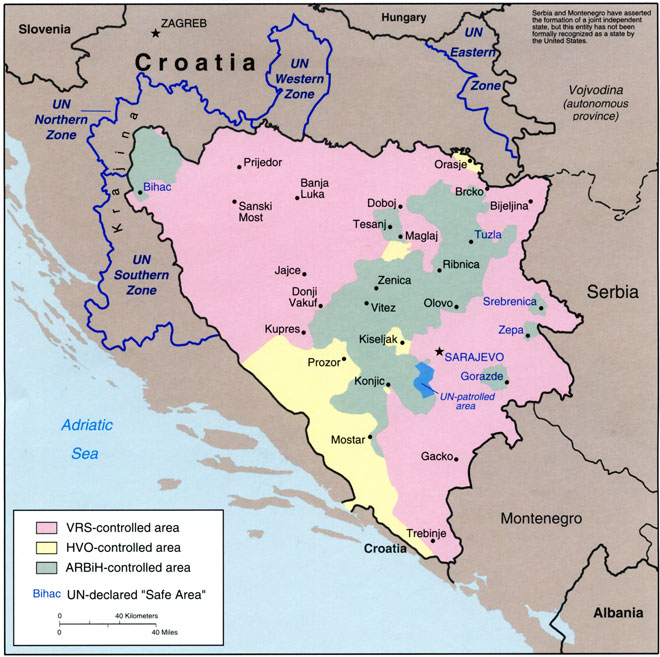
Tre enclavi nella Bosnia orientale Srebrenica, Žepa e Goražde nel settembre 1994

Nel quarto punto della risoluzione 819 del 16 aprile 1993, l'ONU decise di incrementare la propria presenza nella città di Srebrenica e nelle zone limitrofe; successivamente, il 6 maggio, con la risoluzione 824, istituì come zone protette le città di Sarajevo, Tuzla, Žepa, Goražde, Bihać e Srebrenica; inoltre, con la risoluzione 836, dichiarò che gli aiuti umanitari e la difesa delle zone protette sarebbero stati da garantire anche all'occorrenza con uso della forza, utilizzando soldati della forza di protezione delle Nazioni Unite.
La cosiddetta zona protetta di Srebrenica fu delimitata dopo un'offensiva serba del 1993 che obbligò le forze bosniache ad una demilitarizzazione sotto controllo dell'ONU. Le delimitazioni delle zone protette furono stabilite a tutela e difesa della popolazione civile bosniaca, quasi completamente musulmana, costretta a fuggire dal circostante territorio, ormai occupato dall'Esercito della Repubblica Serba di Bosnia ed Erzegovina, ed ove decine di migliaia di profughi si recarono in cerca di rifugio.

### Il massacro
Verso il 9 luglio 1995, la zona protetta di Srebrenica e il territorio circostante furono attaccati dalle truppe dell'Esercito della Repubblica Serba di Bosnia ed Erzegovina, e dopo un'offensiva durata tre giorni, l'11 luglio l'Esercito della Repubblica Serba di Bosnia ed Erzegovina riuscì ad entrare definitivamente nella città di Srebrenica. I maschi dai 12 ai 77 anni furono separati dalle donne, dai bambini e dagli anziani, apparentemente per essere interrogati, in realtà vennero massacrati e sepolti in fosse comuni.

### Numero di vittime

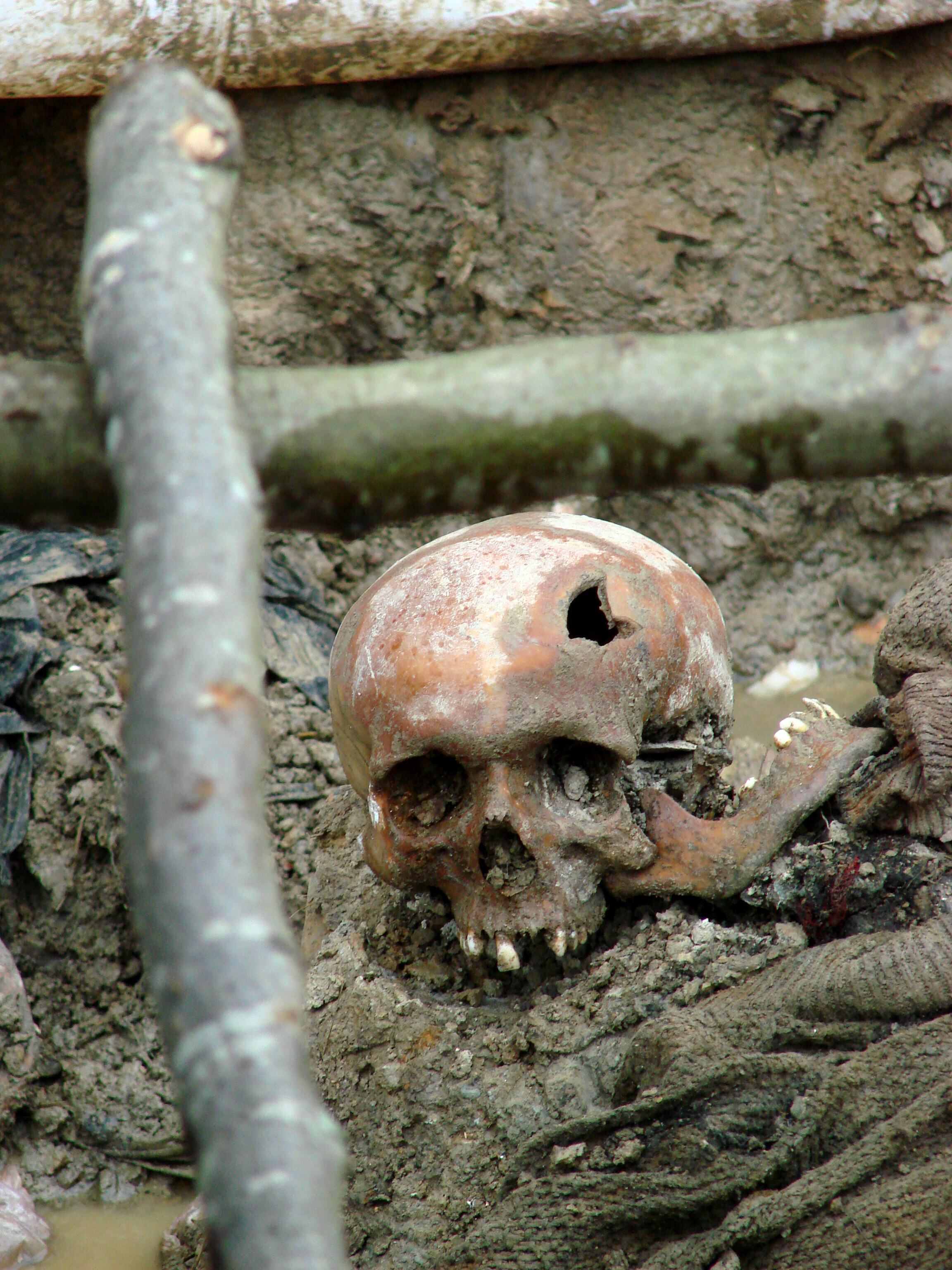
Cranio di una vittima del massacro di Srebrenica del luglio 1995. Riesumato dalla fossa comune poco fuori dal villaggio di Potočari, Bosnia ed Erzegovina. Luglio 2007.

La Lista preliminare delle persone scomparse o uccise a Srebrenica compilata dalla Commissione Bosniaca delle Persone Scomparse contiene 8.372 nomi.
A giugno 2015, 6.930 salme riesumate dalle fosse comuni sono state identificate mediante oggetti personali rinvenuti oppure in base al loro DNA, che è stato confrontato con quello dei consanguinei superstiti.

## Procedimenti giudiziari

### Tribunale penale internazionale per l'ex-Jugoslavia
Il Tribunale penale internazionale per l'ex-Jugoslavia (ICTY), istituito presso le Nazioni Unite, ha incriminato in totale 21 persone per i delitti commessi a Srebrenica, riconoscendo per molti di essi la fattispecie di "genocidio":
- Radislav Krstić (comandante dei Drina Corps del VRS): condanna a 35 anni per concorso e favoreggiamento in genocidio e in omicidio in violazione del diritto bellico (aprile 2004);[14][15]
- Momir Nikolić: condanna a 20 anni (marzo 2006);[16]
- Vujadin Popović e Ljubiša Beara (capi della sicurezza): condanna all'ergastolo per genocidio (gennaio 2015);[15][17]
- Drago Nikolić: condanna a 35 anni per concorso in genocidio (gennaio 2015);[15][17]
- Radivoje Miletić: condanna a 18 anni (gennaio 2015);[17]
- Vinko Pandurević: condanna a 13 anni (gennaio 2015);[17]
- Ljubomir Borovčanin: condanna a 17 anni (giugno 2010, condanna in primo grado non appellata);[18]
- Milan Gvero: condanna a 5 anni (giugno 2010, condanna in primo grado, seguita dalla morte dell'imputato);[18]
- Radovan Karadžić: condanna a 40 anni per genocidio crimini contro l'umanità e violazione del diritto bellico (marzo 2016); commutata in ergastolo nel marzo del 2019.[15]
- Ratko Mladić: condanna all'ergastolo per genocidio, crimini di guerra e crimini contro l'umanità (novembre 2017);[15]
- Zdravko Tolimir;[13]
- Jovica Stanišić;[13]
- Franko Simatović;[13]
- Momčilo Perišić (capo dello staff dell'esercito jugoslavo): assoluzione (febbraio 2013) in quanto, pur dimostrando la partecipazione alla direzione delle azioni militari dell'Esercito della Repubblica Serba di Bosnia ed Erzegovina, non si sono dimostrati atti penalmente rilevanti;[19]
- Vidoje Blagojević: condanna a 15 anni (maggio 2007);[20]
- Dragan Jokić: condanna a 9 anni (maggio 2007);[20]
- Dragan Obrenović: condanna a 17 anni (dicembre 2003);[21]

Il Tribunale ha respinto la richiesta di indennizzo a favore dei sopravvissuti a Srebrenica. La Corte ha stabilito che quello che avvenne fu un genocidio ad opera di singole persone, ma che lo Stato Serbo non può essere ritenuto direttamente responsabile per genocidio e complicità per i fatti accaduti nella guerra civile in Bosnia-Erzegovina dal 1992 al 1995, fra i quali rientra la strage di Srebrenica.
La Serbia non fu responsabile di genocidio perché "non vi sono prove di un ordine inviato esplicitamente da Belgrado" né di complicità perché non vi sono prove che "l'intenzione di commettere atto di genocidio fosse stata portata all'attenzione delle autorità di Belgrado", anche se viene riconosciuto che Radovan Karadžić e Ratko Mladić dipendessero da Belgrado, che forniva assistenza finanziaria e militare ed esercitava un'influenza sul leader politico serbo-bosniaco e sul capo militare. La Corte rileva che "vi era un serio rischio di massacro, ma la Serbia non ha fatto nulla per rispettare i suoi obblighi di prevenire e punire il genocidio di Srebrenica" e che "ha fallito nel cooperare pienamente con il Tribunale penale internazionale per l'ex Jugoslavia, che ha incriminato i responsabili". In particolare, la Serbia è accusata di non aver aiutato il Tribunale per l'ex Jugoslavia ad arrestare quanti sono ritenuti colpevoli del fatto, e di ospitarne alcuni in stato di latitanza. Il Tribunale per l'ex Jugoslavia ha il compito di accertare responsabilità di singoli individui, mentre la Corte Internazionale dirime controversie fra Stati membri dell'ONU che ne hanno riconosciuto la giurisdizione.
Un video che mostra l'"evidenza dei fatti" fu trovato in possesso di Nataša Kandić, fondatrice e direttrice del Fondo serbo per il Diritto Umanitario, e ritrasmesso dai media e utilizzato come prova nel processo contro Slobodan Milošević alla corte Internazionale dell'Aja. Il 26 febbraio 2007 la Corte Internazionale di Giustizia dell'Aja si è pronunciata sul ricorso della Bosnia contro l'ex-Jugoslavia, ovvero l'attuale Stato della Serbia. La sentenza afferma che il Montenegro non è parte in causa in quanto si è reso indipendente dalla Serbia solo dal 2006, ben oltre il periodo in cui si sono verificati i fatti oggetti del processo.

### Corte internazionale di giustizia
La Corte internazionale di giustizia (ICJ) ha stabilito nel 2007, in un processo intentato dalla Bosnia ed Erzegovina contro la Serbia e il Montenegro, che il massacro di Srebrenica, essendo stato commesso con lo specifico intento di distruggere il gruppo etnico dei bosgnacchi, costituisce un "genocidio". Pur riconoscendo che le atrocità furono commesse con sostanziali risorse e assistenza politica, finanziaria e militare della Repubblica Federale di Jugoslavia, assolse la Serbia e Montenegro (sua discendente giuridica) dall'accusa di genocidio e complicità in genocidio, poiché non è stato provato che le autorità jugoslave fossero a conoscenza dello specifico intento che caratterizza il genocidio.

## Controversie sul ruolo delle truppe olandesi

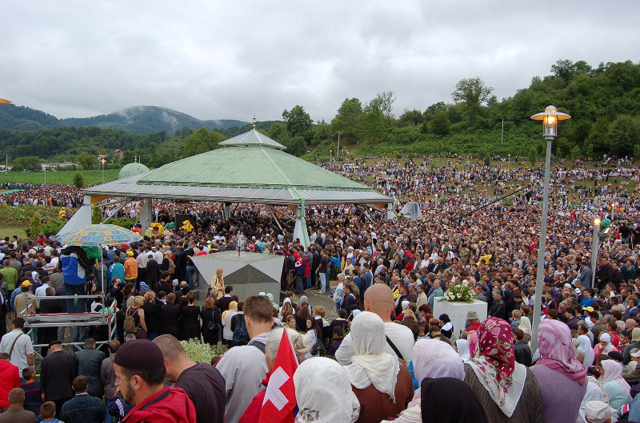
Potočari, 11 luglio 2007

Durante i fatti di Srebrenica, i 600 caschi blu dell'ONU e le tre compagnie olandesi Dutchbat I, II, III non intervennero: motivi e circostanze non sono ancora stati del tutto chiariti.
La posizione ufficiale è che le truppe ONU fossero scarsamente armate e non potessero far fronte da sole alle forze di Mladić. Si sostiene, inoltre, che le vie di comunicazione tra Srebrenica, Sarajevo e Zagabria non fossero ottimali, causando ritardi e intralci nelle decisioni.
Quando i serbi si avvicinarono all'enclave di Srebrenica, il colonnello olandese Karremans diede l'allarme e chiese un intervento aereo di supporto il 6 e l'8 luglio 1995, oltre ad altre due volte nel fatidico 11 luglio. Le prime due volte il generale olandese Nicolaï, che si trovava a Sarajevo, rifiutò di inoltrare la richiesta al generale francese Janvier nel quartier generale dell'ONU a Zagabria perché le richieste non erano conformi agli accordi sulle richieste di intervento aereo. È degno di nota che soldati francesi avevano già fermato analoghi attacchi serbi. Non si trattava ancora, infatti, di atti di guerra con battaglie a fuoco. L'11 luglio, quando i carri armati serbi erano penetrati nella città, Nicolaï inoltrò la domanda di rinforzi a Janvier, che inizialmente rifiutò. La seconda richiesta dell'11 luglio fu onorata, ma gli aerei (F-16) che stavano già circolando da ore in attesa dell'ordine di attaccare avevano nel frattempo ricevuto ordine di tornare alle loro basi in Italia, per potersi rifornire di carburante.
Alla fine, solo due F-16 olandesi procedettero ad un attacco aereo, praticamente senza alcun effetto. Un gruppo di aerei statunitensi apparentemente non fu in grado di trovare la strada. Nel frattempo l'enclave era già caduta e l'attacco aereo fu annullato per ordine dell'ONU, su richiesta del ministro Voorhoeve, perché i militari serbi minacciavano di massacrare i caschi blu dell'ONU di Dutchbat.

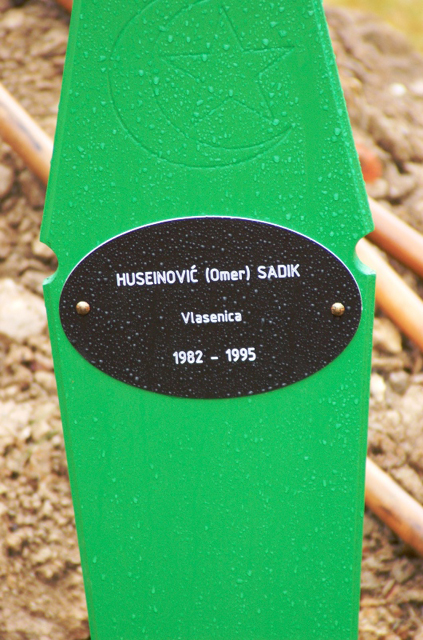
La lapide di un ragazzo di tredici anni

Gran parte della popolazione ed i soldati olandesi erano già fuggiti e si erano rifugiati nella base militare dell'ONU di Potočari. Davanti alla minaccia ed allo spiegamento di forze di Mladić, i caschi blu decisero di collaborare alla separazione di uomini e donne per poter tenere la situazione sotto controllo, per quanto fosse possibile nelle circostanze.
La città di Srebrenica era comunque inserita nella futura Entità Serba e le prime bozze degli accordi di Dayton non potevano prevedere enclavi. Di fatto, la conquista della città da parte dei serbi avrebbe consentito di arrivare a definire la situazione territoriale attuale e, di conseguenza, di portare avanti gli accordi di pace.
I soldati olandesi subirono pesanti accuse da parte dei media al ritorno nei Paesi Bassi per aver fatto uso  di "donne di conforto": giovani prigioniere bosniache messe a loro disposizione da reparti paramilitari serbi. Proprio per evitare che si ripetessero episodi simili, i Paesi Bassi hanno deciso di non partecipare ad altre operazioni di pace. Numerosi soldati soffrirono di stress post-traumatico in seguito alla vicenda, e sostengono di essere stati ingiustamente criticati dalla stampa. Il 4 dicembre 2006, il Ministro della Difesa olandese ha decorato con cinquecento medaglie il battaglione di pace che aveva il compito di proteggere Srebrenica. La motivazione fornita dal portavoce olandese precisa che questa non costituisce una medaglia al valore, bensì una forma di ricompensa per le accuse (ritenute ingiuste) a cui i soldati olandesi vennero sottoposti.

### Conseguenze giudiziarie
Visto il coinvolgimento dei militari olandesi, il governo olandese già nel 1996 ordinò un'inchiesta per stabilire il grado di responsabilità delle truppe di Dutchbat.
I risultati finali furono presentati il 10 aprile 2002. Immediatamente il ministro della difesa olandese Frank de Grave fece sapere di essere pronto a dimettersi. Il 16 aprile, il governo di Wim Kok presentò collettivamente le dimissioni, assumendosi la responsabilità, ma non la colpa del massacro. Il 17 aprile, il capo delle forze armate olandesi, il generale Van Baal, rassegnò anch'egli le sue dimissioni.
Il 6 settembre 2013, il massimo organo giurisdizionale olandese ha accertato la responsabilità dello Stato nella morte di tre cittadini bosniaci. Tali soggetti avevano chiesto di poter essere ospitati nella base dei soldati ONU, ricevendone un diniego. A seguito di tale omissione, i tre bosniaci furono tra le vittime del massacro. Secondo la Suprema Corte olandese, la colpa dei militari sarebbe ascritta al fatto della prevedibilità dell'uccisione dei tre cittadini bosniaci alla luce di altri casi avvenuti nella regione.
Tale responsabilità viene confermata anche in sede civile, il 16 luglio 2014, dal Tribunale dell'Aia che condanna lo Stato a risarcire, a favore dei congiunti delle vittime, i danni derivanti da tale massacro.
Il 27 giugno 2017, la Corte d'Appello dell'Aja ha stabilito che il governo olandese è parzialmente responsabile della morte di 300 musulmani, perché i soldati olandesi costrinsero i rifugiati che cercavano riparo nel loro compound a lasciare la base, consegnandoli di fatto ai carnefici, «privandoli della possibilità di sopravvivere».
Il 19 luglio 2019, la Corte Suprema olandese ha emanato la sentenza definitiva sulle responsabilità dei Paesi Bassi nella vicenda, rivedendo al ribasso la sentenza del 2017. Per la Corte, i militari olandesi sbagliarono a inviare 350 uomini fuori dal compound, ma i Paesi Bassi sono responsabili solo al 10% delle loro morti per mano serbo-bosniaca.

## Il dibattito

### Il dibattito sulle vittime Serbe nell'area di Srebrenica
Tutte le parti in causa sono d'accordo nell'affermare che i serbi hanno sofferto un certo numero di perdite durante le azioni militari condotte da Naser Orić. La controversia sulla natura e il numero delle vittime ha raggiunto una svolta nel 2005, il decimo anniversario del massacro. Secondo Human Rights Watch, il Partito Radicale Serbo, partito ultranazionalista, "lanciò una campagna aggressiva per dimostrare che i musulmani commisero crimini contro migliaia di serbi nell'area" che "aveva lo scopo di diminuire l'importanza del crimine commesso nel luglio 1995" Un comunicato stampa dell'ufficio del pubblico ministero dell'ICTY del 6 luglio 2005 nota come il numero delle vittime serbe nella regione asserito dalle autorità serbe era aumentato da 1.400 a 3.500, cifra che il detto ufficio afferma "non corrispondere alla verità". Il comunicato stampa cita testimonianze precedenti:
- la commissione sui crimini di guerra della Republika Srpska stima il numero delle vittime nei comuni di Bratunac, Srebrenica e Skelani in 995; 520 in Bratunac e 475 in Srebrenica;
- in The Chronicle of Our Graves di Milivoje Ivanišević, presidente del Centro per l'investigazione dei crimini commessi sui serbi, di Belgrado, stima il numero delle vittime in circa 1.200;
- in For the Honourable Cross and Golden Freedom, libro pubblicato dal Ministero degli Interni, si parla di 641 vittime serbe nella regione di Bratunac-Srebrenica-Skelani.

L'accuratezza di queste cifre è dibattuta: l'ufficio del pubblico ministero dell'ICTY nota che sebbene il libro di Ivanišević stimi che circa 1.200 serbi furono uccisi, vengono riportati solo i dettagli per 624 vittime. La validità di chiamare alcune delle perdite come "vittime" è anch'essa soggetta a discussione: alcuni studi hanno fatto rilevare una maggioranza significative di perdite militari rispetto a quelle civili. Ciò è coerente con la natura del conflitto: le perdite serbe morirono in raid compiute dalle forze bosgnacche verso i villaggi circostanti che erano utilizzati come presidi militari per attaccare Srebrenica (molti di questi avevano subito la pulizia etnica che aveva eliminato la maggioranza bosgnacca nel 1992). A titolo di esempio si può citare il villaggio di Kravica attaccato dalle forze bosgnacche nel giorno del Natale ortodosso, il 7 gennaio 1993.
Alcune fonti serbe, tra cui Ivanišević, asseriscono che i 353 abitanti del villaggio "furono praticamente distrutti completamente". In realtà archivi documentali dell'esercito della Repubblica Serba di Bosnia ed Erzegovina riportano che nell'attacco a Kravica morirono 46 serbi: 35 soldati e 11 civili. mentre l'investigazione condotta dall'ufficio del pubblico ministero dell'ICTY riguardo alle perdite a Kravica e nei villaggi circostanti, del 7 e 8 gennaio, hanno rilevato che 43 persone vennero uccise, delle quali 13 erano sicuramente civili. Nonostante ciò questi eventi sono tuttora citati da fonti serbe come esempi paradigmatici dei presunti crimini compiuti dalle forze bosgnacche. Per quanti riguarda la distruzione e le perdite nei villaggi di Kravica, Siljkovići, Bjelovac, Fakovići e Sikirić, la sentenza afferma non sono state presentate prove convincenti della responsabilità delle forze bosniache di queste perdite, in quanto le forze serbe usarono l'artiglieria nei combattimenti in questi villaggi. Per quanto riguarda il villaggio di Bjelovac, i serbi impiegarono persino bombardieri.
L'analisi più aggiornata sulle perdite serbe nella regione proviene dal Centro per la Ricerca e Documentazione di Sarajevo, un centro studi indipendente con staff composto da diverse etnie, i cui dati sono stati raccolti, elaborati, controllati, analizzati e valutati da un team internazionale di esperti. L'accurata analisi del centro studi riguardo alle perdite serbe nel comune di Bratunac le quantifica in 119 civili e 424 soldati. Si è altresì dimostrato che delle 383 vittime serbe sepolte nel cimitero militare di Bratunac attualmente identificate come perdite delle unità dell'esercito della Repubblica Serba di Bosnia ed Erzegovina di Srebrenica, 139 (più di un terzo del totale) corrispondono a caduti su altri fronti in Bosnia e Erzegovina. Fonti serbe affermano che le perdite durante il periodo precedente alla creazione dell'area sicura, diedero origine alle richieste serbe di rappresaglia nei confronti dei bosgnacchi di Srebrenica. Gli attacchi da parte dell'esercito della Repubblica di Bosnia ed Erzegovina vengono presentate come una delle cause chiave scatenanti il genocidio del luglio 1995. Questo punto di vista è corroborato da fonti internazionali tra cui lo studio del 2002 commissionato dal governo olandese per chiarire la catena di eventi che portò alla caduta di Srebrenica (il rapporto NIOD). Il tentativo di spiegare il massacro di Srebrenica come rappresaglia è stato confutato come un tentativo fatto in malafede di giustificazione del genocidio.
Il Programma "Outreach" dell ICTY nota come le affermazioni sul fatto che le forze serbo-bosniache uccisero i prigionieri provenienti da Srebrenica come rappresaglia per i presunti crimini commessi dalle forze bosniache musulmane contro i serbi nei villaggi attorno a Srebrenica non possono costituire una scusante in nessun caso tenendo conto delle leggi internazionali e i soldati, sicuramente di esperienza, avrebbero dovuto esserne consapevoli. Tentare di usare il concetto di rappresaglia per coprire crimini di guerra significa mettere in discussione la legge e lo stesso concetto di civiltà. Il desiderio di vendetta non costituisce una giustificazione morale per l'uccisione di persone solo per il fatto che facciano parte dello stesso gruppo etnico di quelli che si presume si siano macchiati di crimini. La pianificazione metodica e l'utilizzo di consistenti risorse sicuramente hanno richiesto ordini provenienti dai massimi livelli di comando. L'esercito della Repubblica serba di Bosnia aveva un piano per uccidere i prigionieri bosniaci musulmani, come confermato da Dragan Obrenović. Il rapporto del segretario delle Nazioni Unite sulla caduta di Srebrenica riporta: "Sebbene questa accusa venga di frequente ripetuta da fonti internazionali, non esiste nessuna prova credibile a supporto (...). I serbi esagerarono più volte l'intensità e l'importanza dei raid provenienti da Srebrenica come un pretesto per coprire un obiettivo militare cardine: creare una regione geograficamente unita e pura dal punto di vista etnico lungo la Drina".

### La posizione dell'ONU
Nel 2015, in occasione del ventesimo anniversario di tale avvenimento, fu proposta una bozza di risoluzione all'ONU per condannare il massacro come genocidio. Tale risoluzione, però, non fu approvata a causa del veto espresso dalla Russia, che motivò la propria scelta affermando come la bozza fosse "aggressiva, non costruttiva e politicamente motivata". Nel Consiglio di sicurezza votarono a favore tutti gli altri membri ad eccezione della Cina, del Venezuela, della Nigeria e dell'Angola che si astennero.
Il 23 maggio 2024 l'assemblea generale dell'ONU ha approvato la risoluzione sostenuta da Germania e Ruanda per commemorare il genocidio di Srebrenica, con 84 nazioni a favore, 19 contro e 68 astensioni. L'11 luglio è stata scelta come Giornata internazionale di riflessione e commemorazione del genocidio di Srebrenica avvenuto nel 1995, durante la guerra in Bosnia-Erzegovina. L'Alto Commissario delle Nazioni Unite per i Diritti Umani, Volker Türk, ha dichiarato: La risoluzione è ancora più importante alla luce del persistente revisionismo e della negazione del genocidio di Srebrenica. Ma anche dei discorsi di odio da parte di leader politici di alto livello in Bosnia-Erzegovina e nei Paesi vicini.

### Altre posizioni
Il 31 marzo 2010 il parlamento della Serbia ha approvato dopo quasi 13 ore di discussione una risoluzione in cui condanna il massacro (senza definirlo genocidio) e chiede scusa per le vittime. Il presidente serbo Tomislav Nikolić aveva affermato nel 2012 l'inesistenza e l'inconsapevolezza da parte del popolo serbo di tale massacro.

## Cultura di massa
Nel 2020 venne realizzato il primo film sul tema del massacro di Srebrenica Quo vadis, Aida? di Jasmila Žbanić.